# 25023 Sundaresh
A 25023 Sundaresh (ideiglenes jelöléssel 1998 QA19) a Naprendszer kisbolygóövében található aszteroida. A LINEAR projekt keretében fedezték fel 1998. augusztus 17-én.